# Notolomatia citraria
Notolomatia citraria är en tvåvingeart som först beskrevs av Hesse 1955.  Notolomatia citraria ingår i släktet Notolomatia och familjen svävflugor. Inga underarter finns listade i Catalogue of Life.